# София Амалия Брауншвейг-Люнебургская
София Амалия Брауншвейг-Люнебургская (нем. Sophie Amalie von Braunschweig-Lüneburg; 24 марта 1628, Херцберг — 20 февраля 1685, Копенгаген) — принцесса Брауншвейг-Люнебургская, супруга короля Дании и Норвегии Фредерика III.

## Биография
София Амалия была дочерью Георга Брауншвейг-Люнебургского и Анны Элеоноры Гессен-Дармштадтской. О её детстве и юности сведений не сохранилось. Подготовка к браку с принцем Фредериком началась ещё в 1640 году, а свадьба состоялась 1 октября 1643 года в замке Глюксбург. Потом молодожёны некоторое время жили в Бремене, где с 1635 года Фредерик был избран архиепископом, а в 1645 году, когда шведы оккупировали Бремен, им пришлось перебраться во Фленсборг, где около двух лет они пребывали в весьма стеснённых обстоятельствах. Там София Амалия родила своего первенца. После смерти кронпринца Кристиана Фредерик был объявлен наследником престола, и в 1648 году супруги стали королём и королевой Дании и Норвегии.
Несмотря на тяжёлое финансовое положение в государстве, супруги вели поистине королевский образ жизни. Так как её муж был человеком замкнутым, София Амалия стала центром общественной жизни при дворе. Она обустроила жизнь двора по французскому и немецкому образцам, наняла германского капельмейстера Каспара Фёрстера, а из Франции выписала скрипичный оркестр, балетмейстера и танцовщицу и певицу Анну де ла Барр. Вместе с детьми и придворными она принимала участие в любительских театральных постановках. Она следила за модой, любила балет, пышные приёмы, зрелищные маскарады и охоту. Такое расточительство было негативно воспринято населением.
София Амалия отличалась от остальных датских королев неприкрытым стремлением к власти. Большую часть царствования Фредерика III и позже, во времена правления их сына Кристиана V, она живо интересовалась государственными делами и оказывала существенное влияние на политику. В начале 1650-х годов она вступила в борьбу за первенство при дворе с Леонорой Кристиной и её мужем, Корфицем Ульфельдтом. Теперь, впервые с 1612 года после смерти Анны Екатерины Бранденбургской, в Дании снова была королева. Однако Леонора Кристина, сводная сестра Фредерика и дочь Кристиана IV от его второго морганатического брака с Кирстен Мунк, бывшая при отце первой дамой королевства, не желала сдавать своих позиций, а Корфиц Ульфельдт так и не смог преодолеть разногласий с королём. Часто возникавшие на почве соперничества конфликты в конце концов привели к изгнанию четы Ульфельдт. Впоследствии имущество Ульфельдтов было конфисковано, а в 1663 году Леонора Кристина была отправлена в заключение. Королева препятствовала её помилованию до тех пор, пока она сама оставалась в живых.
София Амалия, вероятно, была среди тех, кто в 1657 году склонил короля к активным действиям против Швеции, в результате которых Дания утратила часть своих территорий. Вскоре война возобновилась. При осаде Копенгагена, король и королева, отказавшись покинуть город и явив пример стойкости и отваги перед лицом противника, завоевали любовь и преданность своего народа. В конце концов, осада была снята, и в мае 1660 года был заключён мирный договор, по условиям которого Дания вновь обрела некоторые из потерянных ранее земель. В свете последних событий популярность королевской четы была весьма высока. Воспользовавшись этим, Фредерик провёл ряд реформ, отныне закреплявших за монархами неограниченную власть. Существует предположение, что София Амалия также участвовала в принятии решения учредить режим абсолютизма.
Однако её влияние стало ослабевать после 1665 года, когда её не поставили в известность об условиях новой конституции, Kongeloven, и не назначили членом регентского совета. Причиной тому послужили амбиции, касавшиеся брачных союзов её дочерей, чрезмерная поддержка, оказываемая младшему сыну, Георгу, а также настойчивость относительно возврата провинции Сконе, что привело к очередной датско-шведской войне.
Овдовев в 1670 году, она преимущественно проживала во дворце Амалиенборг, построенном в период с 1669 по 1673 годы и названном в её честь. В её пользовании также были земли на Лолланне и Фальстере. Королева София Амалия умерла в Копенгагене в 1685 году и была погребена в соборе Роскилле.

## Дети
В браке с Фредериком III София Амалия родила восемь детей:
- Кристиан (15 апреля 1646—25 августа 1699) — король Дании и Норвегии, был женат на Шарлотте Амалии Гессен-Кассельской;
- Анна София (1 сентября 1647—1 июля 1717), была замужем за саксонским курфюрстом Иоганном Георгом III;
- Фредерика Амалия (11 апреля 1649—30 октября 1704), была замужем за Кристианом Альбрехтом Гольштейн-Готторпским;
- Вильгельмина Эрнестина (21 июня 1650—22 апреля 1706), была замужем за Карлом II, курфюрстом Пфальцским;
- Фредерик (11 октября 1651—14 марта 1652), скончался в младенчестве;
- Георг (2 апреля 1653—28 октября 1708), был женат на Анне Стюарт, королеве Великобритании;
- Ульрика Элеонора (11 сентября 1656—26 октября 1693), была замужем за Карлом XI, королём Швеции[6];
- Доротея (16 ноября 1657—15 мая 1658), скончалась в младенчестве.